# Hugh Bowie Gilmour
Pour les articles homonymes, voir Hugh Gilmour et Gilmour.
Hugh Bowie Gilmour (1er novembre 1861–23 janvier 1934,) est un homme politique canadien de la Colombie-Britannique. Il est député provincial indépendant et conservateur de la circonscription britanno-colombienne de Vancouver City de 1900 à 1903.

## Biographie
Né à Toronto dans le Canada-Ouest (Ontario), Gilmour siège au conseil municipal de Vancouver en 1899. En 1917, il devient le premier président du Workers' Compensation Board of British Columbia (en), organisme de protection de la santé et sécurité des travailleurs en Colombie-Britannique, et demeure en poste jusqu'à son décès.
Gilmour meurt à Vancouver en janvier 1934 à l'âge de 72 ans.
L'avenue Gilmore et la station Gilmore du SkyTrain de Vancouver serait nommé en son honneur, la différence de nom serait une erreur.